# Шиллинг, Петер
Пе́тер Ши́ллинг (нем. Peter Schilling, настоящее имя — Пьер Михаэль Шиллинг) — немецкий музыкант, исполняющий композиции на научно-фантастические темы (космические пришельцы, астронавты, ядерный апокалипсис). Его альбом Error in the System (1983) содержит международный хит-сингл «Major Tom (Coming Home)», текст которого является вольным пересказом сюжета классической песни Дэвида Боуи «Space Oddity». Композиция первоначально была записана на немецком языке, но стала хитом и в английском варианте. В том же году адаптацию этой песни на французском языке выпустил бельгийский исполнитель Пластик Бертран. В 1984 и 1985 годах вышли альбомы 120 Grad и его англоязычная версия Things to Come.

## Краткая биография
Итогом обучения Петера Шиллинга стала профессия турагента. С детства он увлекался футболом и в возрасте 15 лет получил приглашение в команду «Штутгарт» в форме предварительного договора, однако он выбрал карьеру музыканта, хотя и остаётся большим любителем футбола.
Его первым значительным успехом стала композиция «Major Tom (völlig losgelöst)», следующей удачей стала песня «Die Wüste lebt». Английская версия «Майора Тома», «Major Tom (Coming Home)», попала на 14-е место в чарте Billboard Hot 100. Композиция «Terra Titanic» со второго альбома добралась до 24-й строки в Германии.
В настоящее время Петер Шиллинг проживает в США.

## Кавер-версии композиции «Major Tom»
Кавер-версии композиции Петера Шиллинга «Major Tom» записали исполнители, работающие в разных жанрах — от хеви-метала до актерской декламации  : Пластик Бертран, Shiny Toy Guns, Glebstar, Джозеф Гордон-Левитт , I Hate Kate, MxPx, Chiasm, Callejon, The Space Lady, Gale Boetticher, канадский актер Уильям Шетнер (feat. Nick Valensi), Face To Face, The Travoltas, Unit 187, Raubertochter, Robi Roboter, Fenix TX, Apoptygma Berzerk.

## Дискография

### Альбомы
- Fehler im System, WEA 24.0026.1, 1982 [No. 1 в Германии, No. 4 в Австрии ]
- Error in the System, Elektra 60265-1, 1983 [No. 61 в США, No. 1 в Канаде]
- 120 Grad, 1984
- Things to Come, Elektra 604404-1, 1985
- The Different Story (World of Lust and Crime), 1989
- Geheime Macht, 1993
- Major Tom 94, 1994
- Sonne, Mond Und Sterne, 1994
- Von anfangan…bis jetzt, 1999
- Raumnot, 2003
- Retrospektive, 2004
- Zeitsprung, 2004
- Delight Factor Wellness, 2005
- Das Prinzip Mensch, 2006
- Tauch Mit Mir…In Eine Neue Zeit…Das Beste Von 2003—2006, 2006
- Emotionen sind männlich, 2007
- Neu & Live 2010, 2010